# Listă de luptători anticomuniști români
Aceasta este o listă de luptători care au participat în mișcarea de rezistență anticomunistă din România
- Toma Arnăuțoiu
- Gheorghe Arsenescu

- Oliviu Beldeanu
- Spiru Blănaru

- Iosif Capotă
- Eugen Chirca, unul dintre partizanii grupării Arnăuțoiu [1]
- Marina Chirca [2]
- Ioan Chirilă făcea parte din organizația anticomunistă „Cruciada albă contra bolșevismului”. A fost cel mai bun prieten al lui Oliviu Beldeanu[3]
- Nicolae Ciurică, ultimul supraviețuitor dintre partizanii din Banat [4]

- Alexandru Dejeu

- Vasile Gavrilescu

- Alexandu Huianu [5][6]

- Ioan Ienea [7]

- Teodor Mărgineanu [8]
- Vasile Militaru
- Gheorghe Muruziuc

- Ion Gavrilă Ogoranu
- Dumitru Opriș[9]

- Gheorghe Pașca [10]
- Ioan Victor Pica

- Elisabeta Rizea
- Gavril Rusu sau Gavrilă Rus [11][12]

- Isidor Sârbu

- Avisalon Șușman
- Teodor Șușman (senior)

- Ion Uță